# Transparenzdatenbank
Die Transparenzdatenbank ist eine von der Bundesrechenzentrum GmbH im Auftrag des Bundesministeriums für Finanzen in Österreich betriebene Webanwendung, die dazu dient, natürlichen und juristischen Personen einen Überblick über zur Verfügung stehende bzw. erhaltene Leistungen der Öffentlichen Hand zu verschaffen. Im Transparenzdatenbankgesetz 2012 i. d. g. F. werden Information, Nachweis, Steuerung und Überprüfung als materiell-rechtlicher Regelungszweck angeführt.
Der konkrete Zugang zu den bereits erfassten Bundesförderungen erfolgt seit Mitte des Jahres 2013 über das Transparenzportal: Der Benutzer authentifiziert sich dabei gegenüber der Finanzverwaltung mit seinen persönlichen Zugangsdaten, die er zuvor per RSa-Brief bekommen hat, oder mittels elektronischer Signatur. Das Transparenzportal greift bei einer Abfrage durch die betreffende natürliche oder juristische Person auf eine dahinter liegende Datenbank zu, welche von Institutionen der öffentlichen Verwaltung, wie z. B. der Sozialversicherung und dem Arbeitsmarktservice, befüllt wird.

## Rechtsgrundlage
Die materiell-rechtlichen Grundlagen der Transparenzdatenbank sind das Transparenzdatenbankgesetz 2012, die Vereinbarung gemäß Art. 15a B-VG zwischen dem Bund und den Ländern über eine Transparenzdatenbank, die Transparenzdatenbank-Leistungsverordnung und die Transparenzdatenbank-Betriebsverordnung.